# Monte Jagungal
Il Monte Jagungal o anche Big Bogong, The Big Bogong Nr. o The Big Bogong Mountain, è una montagna all'interno della Jagungal Wilderness Area del Kosciuszko National Park nella regione dei Monti Nevosi del Nuovo Galles del Sud in Australia.
Con un'altezza di 2061 m sul livello del mare, il monte Jagungal è la settima montagna più alta dell'Australia  e dal momento che è si eleva solitaria in una vasta pianura, è visibile per molti chilometri in tutte le direzioni. Per lo stesso motivo, dalla sua cima, c'è un ottimo panorama in tutte le direzioni. Ma l'ascensione alla sommità presenta parecchie difficoltà.
La Jagungal Wilderness Area è una grande regione selvaggia a nord delle Snowy Mountain. All'interno di quest'area vi è la possibilità di effettuare trekking in estate e sci di fondo in inverno, in quanto, circa il 70% della regione è formata da prateria aperta. La Alpine Hut, costruita nel 1939 nei pressi del monte, come punto d'appoggio gli sciatori, è bruciata nel 1979.

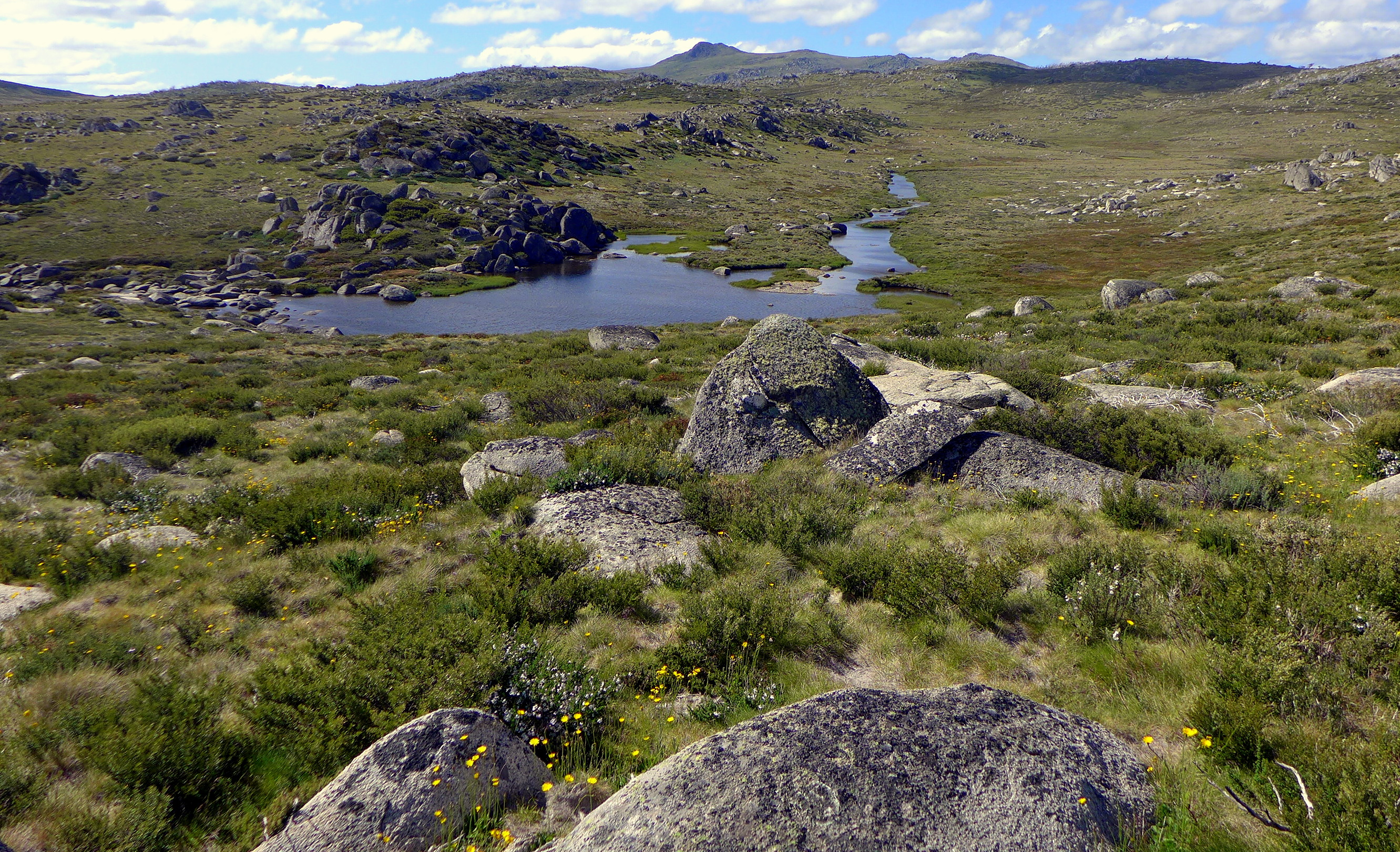
La Jagungal Wilderness Area, col Mt Jagungal visibile in distanza, oltre lo Geehi River.